# Bisdom Belgaum
Het bisdom Belgaum (Latijn: Dioecesis Belgaumensis) is een rooms-katholiek bisdom met als zetel Belagavi, in India. Het bisdom is suffragaan aan het aartsbisdom Bangalore. 

## Geschiedenis
Het bisdom werd opgericht op 19 september 1953, uit delen van het bisdom Poona en het aartsbisdom Goa en Daman.

## Parochies
Het bisdom had in 2022 een oppervlakte van 33.747 km2 en telde 11.425.000 inwoners waarvan 0,2% rooms-katholiek was.

## Bisschoppen
- Michael Rodrigues (19 september 1953 - 15 maart 1964)
- Fortunato da Veiga Coutinho (15 maart 1964 - 8 februari 1967; coadjutor sinds 2 juli 1962)
- Ignatius P. Lobo (26 september 1967 - 1 december 1994)
- Bernard Blasius Moras (30 november 1996 - 22 Jul 2004)
- Peter Machado (2 februari 2006 - 19 maart 2018)
- Derek Fernandes (1 mei 2019 - heden)

## Galerij van afbeeldingen

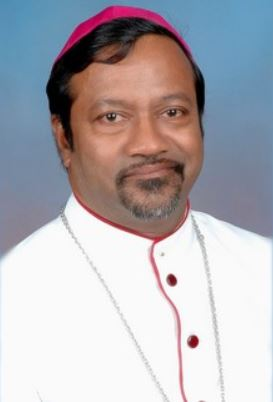
Bisschop Peter Machado (2006-2018)

Bangalore (aartsbisdom) · Belgaum · Bellary · Chikmagalur · Gulbarga · Karwar · Mangalore · Mysore · Shimoga · Udupi